# Рамон-Беренгер IV
Рамон-Беренгер IV (кат. Ramon Berenguer IV; бл. 1114 — 6 серпня 1162) — барселонський граф (1131—1162). Граф Жирони, Узони та Сарданьї , Рібагорси, володар Арагону. Представник Барселонського дому. Учасник Реконкісти. Народився у Родезі, Окситанія. Син Рамона-Беренгера III. Чоловік арагонської королеви Петроніли. Шляхом шлюбу створив арагонсько-барселонську державу. Помер у Борго-Сан-Дальмаццо, П'ємонт, Італія. Прізвисько — Святий. Також — Раймунд-Беренгарій (лат. Raymundus Berengarius).

## Біографія
19 серпня 1131 року Рамон-Беренгер IV успадкував Барселонське графство від свого батька Рамона-Беренгера III.
11 серпня 1137 в Уесці Рамон-Беренгер IV одружився з 2-річною Петронілою Арагонською (однак повна церемонія була проведена у 1150 у Льєйді). Король Арагону шукав союзників у конфлікті з Альфонсом VII Кастильським, який хотів поширити свою владу на весь Піренейський півострів. 13 листопада 1150 року Раміро II відмовився від трону, передавши владу своїй донці, а насамперед її чоловікові. За угодою короля Арагону та графа Барселони їхні нащадки повинні були бути суверенами обох територій. За угодою навіть якби Петроніла й не народила дитини, Арагонське королівство перейшло б під управління барселонськими графами. Обидві території залишалися автономними, зі своїми правами та привілеями. Спільне королівство було федерацією.
Після об'єднання Арагону та Каталонії Рамон-Беренгер IV залагодив конфлікт з Альфонсо VII не без допомоги своєї сестри, дружини короля Кастилії Баранґели. Завдяки цій угоді християнські королівства Піренейського півострова змогли направити свої сили на реконкісту. 1148 року Рамон-Беренгер IV відвоював у маврів Туртозу, роком пізніше Фрагу та Льєйду. 1153 року було здобуто важливу стратегічну фортецю Сюрану, чим закінчилася реконкіста Каталонії (у межах кордонів Автономної області Каталонія). Нові завоювання було затверджено міжнародним договором з Кастилією 1151 року у місті Тудилен (ісп. Tudilén або Tudején).
У 1144—1157 роках був регентом Провансу.
Помер у П'ємонті, залишивши владу своєму синові Рамон-Беренгеру V, який змінив своє ім'я на Альфонса ІІ Арагонського.

## Родина
Дружина — Петроніла (1136—1173), донька Раміро II, короля Арагону
Діти:
- Альфонс II Арагонський, король Арагону,
- Дульса (1160—1198) — арагонська інфанта ∞ Саншу І, португальський король.
- Педро, граф Сарданьї, Каркассона та Нарбонни,
- Елеонора,
- Педро, граф Провансу, знаного як Рамон-Беренгер III Прованський,
- Санса, граф Русільйону та Провансу.

Бастард — Беренгер, архієпископ Нарбонни, який згодом став єпископом Льєйди.